# Europejskie Ramy Kwalifikacji
Europejskie Ramy Kwalifikacji (ERK) (ang. European Qualifications Framework) – przyjęta w Unii Europejskiej struktura poziomów kwalifikacji stanowiąca układ odniesienia krajowych ram kwalifikacji, umożliwiający porównywanie kwalifikacji uzyskiwanych w różnych krajach.
Definicja wyraża podstawową ideę przedstawioną w zaleceniu Parlamentu Europejskiego i Rady z kwietnia 2008 roku, nawiązuje także do definicji podanej przez Cedefop (23 kwietnia 2008 r. ws. ustanowienia ERK dla uczenia się przez całe życie). W Europejskiej Ramie Kwalifikacji poziomy kwalifikacji określono za pomocą charakterystyk efektów uczenia (deskryptorów), ujętych w kategoriach wiedzy, umiejętności i kompetencji społecznych.
Dzięki Europejskiej Ramie Kwalifikacji kwalifikacje nadawane w poszczególnych krajach europejskich staną się czytelniejsze i łatwiejsze do zrozumienia dla osób z innych krajów.

## Historia Europejskiej Ramy Kwalifikacji
Wstępne założenia Europejskiej Ramy Kwalifikacji i wniosek w sprawie ustanowienia ERK zostały przedstawione przez Komisję Europejską w 2006 r., a formalnie przyjęte przez Parlament Europejski 23 kwietnia 2008 r.
Jednak już w 2002 r. została podpisana Deklaracja kopenhaska – pierwszy dokument UE, w którym podkreśla się potrzebę rozwijania na poziomie europejskim systemu gromadzenia i przenoszenia osiągnięć w kształceniu i szkoleniu zawodowym (ECVET), a także ram kwalifikacji. Ponadto w 2005 r. w Bergen ministrowie szkolnictwa wyższego uznali, że kraje uczestniczące w procesie bolońskim powinny wdrożyć ramy kwalifikacji dla Europejskiego Obszaru Szkolnictwa Wyższego (przyjęto dokument „Framework for Qualifications in the European Higher Education Area”, w którym zawarte zostały podstawowe cele oraz opisana istota wprowadzenia ram kwalifikacji dla Europejskiego Obszaru Szkolnictwa Wyższego). Wspólny, europejski rynek pracy tworzą nie tylko absolwenci uczelni, dlatego też ramy kwalifikacji musiały objąć swym zasięgiem także szkolnictwo zawodowe. Uzupełniono więc zalecenie Parlamentu i Rady w sprawie ERK z 2008 r., ogłaszając 18 czerwca 2009 r. zalecenie dotyczące edukacji zawodowej.

## Cel
Do głównych celów projektu Europejskiej Ramy Kwalifikacji należy: ułatwienie porównywania kwalifikacji zdobywanych w różnym czasie, miejscach i formach, lepsze dostosowanie kwalifikacji do potrzeb rynku pracy, a w efekcie wzrost mobilności pracowników, wypromowanie i ułatwienie uczenia się przez całe życie.
Wszystkie kraje europejskie dobrowolnie przystępują do wdrożenia krajowych ram kwalifikacji, każdy powinien odnieść krajowe kwalifikacje do ośmiu poziomów Europejskiej Ramy Kwalifikacji. Dzięki temu ERK będzie spójnym systemem odniesienia dla różnych krajów, pozwoli na uznawanie efektów uczenia się gdziekolwiek ma ono miejsce:
w systemie edukacji i poza nim, w edukacji formalnej, pozaformalnej i nieformalnej, w kształceniu ogólnym i zawodowym, w szkołach, na uczelniach, a także na kursach i szkoleniach zawodowych. Docelowo wszystkie kwalifikacje nadawane w Europie (poświadczone przez dyplomy, świadectwa, certyfikaty, upoważnienia) będą zawierały odniesienie do poziomu krajowych ram kwalifikacji, a za ich pośrednictwem do Europejskiej Ramy Kwalifikacji.
Z uwagi na to każdy kraj opracowuje własny model krajowych ram kwalifikacji, a następnie odnosi się do ERK w tzw. raporcie referencyjnym. Każdy kraj jest odpowiedzialny za swój system szkolnictwa, swoją ocenę kwalifikacji, a więc także i za to, w jaki sposób praktyka zweryfikuje wartość, która zostanie przypisane jego kwalifikacjom.
Polski system nazwano Polską Ramą Kwalifikacji.
| Poziom                                            | Wiedza | Umiejętności | Kompetencje |
| ------------------------------------------------- | --- | --- | --- |
|                                                   | W kontekście ERK wiedzę opisuje się jako teoretyczną lub faktograficzną. | W kontekście ERK umiejętności określa się jako kognitywne (z zastosowaniem myślenia logicznego, intuicyjnego i kreatywnego) oraz praktyczne (związane ze sprawnością manualną i korzystaniem z metod, materiałów, narzędzi i instrumentów)                                  | W kontekście ERK, kompetencję określa się w kategoriach odpowiedzialności i autonomii. |
| Poziom 1                                          | podstawowa wiedza ogólna | podstawowe umiejętności wymagane do realizacji prostych zadań | praca lub nauka pod bezpośrednim nadzorem w zorganizowanym kontekście |
| Poziom 2                                          | podstawowa wiedza faktograficzna w danej dziedzinie pracy lub nauki | podstawowe kognitywne i praktyczne umiejętności potrzebne do korzystania z istotnych informacji w celu realizacji zadań i rozwiązywania rutynowych problemów przy użyciu prostych zasad i narzędzi                                                                          | praca lub nauka pod nadzorem, o pewnym stopniu autonomii |
| Poziom 3                                          | znajomość faktów, zasad, procesów i pojęć ogólnych w danej dziedzinie pracy lub nauki | zestaw umiejętności kognitywnych i praktycznych potrzebnych do realizacji zadań i rozwiązywania problemów poprzez wybieranie i stosowanie podstawowych metod, narzędzi, materiałów i informacji                                                                             | ponoszenie odpowiedzialności za realizację zadań w pracy lub nauce; dostosowywanie własnego zachowania do okoliczności w rozwiązywaniu problemów |
| Poziom 4                                          | faktograficzna i teoretyczna wiedza w szerszym kontekście danej dziedziny pracy lub nauki | zakres umiejętności kognitywnych i praktycznych potrzebnych do generowania rozwiązań określonych problemów w danej dziedzinie pracy lub nauki | samodzielna organizacja w ramach wytycznych dotyczących kontekstów związanych z pracą lub nauką, zazwyczaj przewidywalnych, ale podlegających zmianom; nadzorowanie rutynowej pracy innych, ponoszenie pewnej odpowiedzialności za ocenę i doskonalenie działań związanych z pracą lub nauką              |
| Poziom 5 (krótki cykl studiów pierwszego stopnia) | obszerna, specjalistyczna, faktograficzna i teoretyczna wiedza w danej dziedzinie pracy lub nauki i świadomość granic tej wiedzy | rozległy zakres umiejętności kognitywnych i praktycznych potrzebnych do kreatywnego rozwiązywania abstrakcyjnych problemów | zarządzanie i nadzór w kontekstach pracy i nauki podlegających nieprzewidywalnym zmianom; analizowanie i rozwijanie osiągnięć pracy własnej oraz innych osób |
| Poziom 6 (studia pierwszego stopnia)              | zaawansowana wiedza w danej dziedzinie pracy i nauki obejmująca krytyczne rozumienie teorii i zasad | zaawansowane umiejętności, wykazywanie się biegłością i innowacyjnością potrzebną do rozwiązania złożonych i nieprzewidywalnych problemów w specjalistycznej dziedzinie pracy lub nauki                                                                                     | zarządzanie złożonymi technicznymi lub zawodowymi działaniami lub projektami, ponoszenie odpowiedzialności za podejmowanie decyzji w nieprzewidywalnych kontekstach; związanych z pracą lub nauką; ponoszenie odpowiedzialności za zarządzanie rozwojem zawodowym jednostek i grup                        |
| Poziom 7 (studia drugiego stopnia)                | wysoce wyspecjalizowana wiedza, której część stanowi najnowszą wiedzę w danej dziedzinie pracy lub nauki, będąca podstawą oryginalnego myślenia lub badań; krytyczna świadomość zagadnień w zakresie wiedzy w danej dziedzinie oraz na styku różnych dziedzin | specjalistyczne umiejętności rozwiązywania problemów potrzebne do badań lub działalności innowacyjnej w celu tworzenia nowej wiedzy i procedur oraz integrowania wiedzy z różnych dziedzin                                                                                  | zarządzanie i przekształcanie kontekstów związanych z pracą lub nauką, które są złożone, nieprzewidywalne i wymagają nowych podejść strategicznych; ponoszenie odpowiedzialności za przyczynianie się do rozwoju wiedzy i praktyki zawodowej lub za dokonywanie przeglądu strategicznych wyników zespołów |
| Poziom 8 (studia trzeciego stopnia)               | wiedza na najbardziej zaawansowanym poziomie w danej dziedzinie pracy lub nauki oraz na styku różnych dziedzin | najbardziej zaawansowane i wyspecjalizowane umiejętności i techniki, w tym synteza i ocena, potrzebne do rozwiązywania krytycznych problemów w badaniach lub działalności innowacyjnej oraz do poszerzania i ponownego określania istniejącej wiedzy lub praktyki zawodowej | wykazywanie się znaczącym autorytetem, innowacyjnością, autonomią, etyką naukową i zawodową oraz trwałym zaangażowaniem w rozwój nowych idei i procesów w najważniejszych kontekstach pracy zawodowej lub nauki, w tym badań                                                                              |